# Sébastien Gryphe
« Gryphe » redirige ici. Ne pas confondre avec Griffe ni Gryphée.

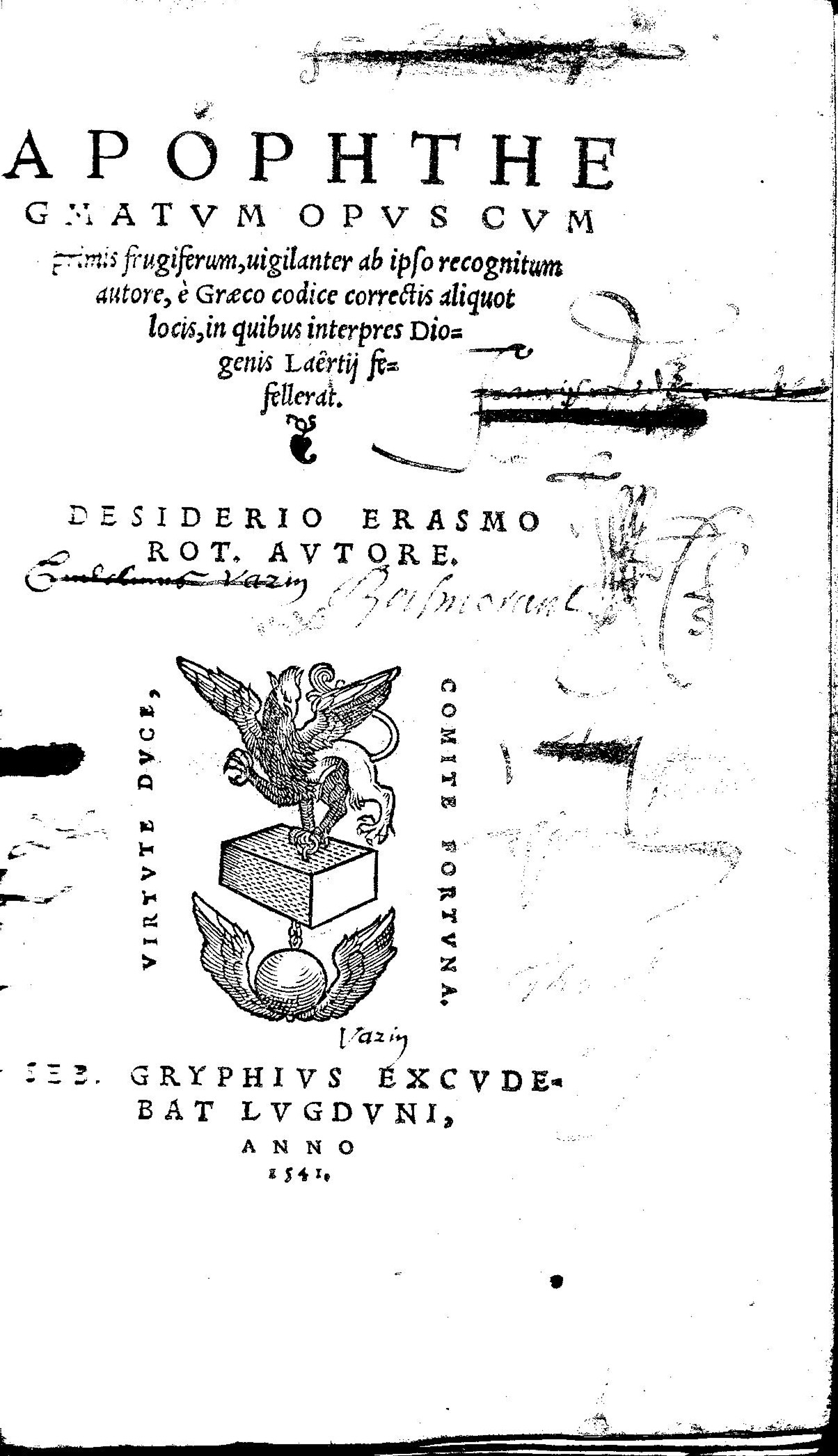
Édition de lApophthegmatum d'Érasme imprimée par Gryphe en 1541 : sa marque apparaît sur la page de titre, sous la fome d'un griffon.

Sébastien Gryphe, ou Sebastianus Gryphius en latin (1493 à Reutlingen, Saint-Empire - 1556 à Lyon, France), de son vrai nom Sebastian Greyff, était un imprimeur-libraire français du XVIe siècle.

## Biographie
Né en 1493 et fils de Michel Greyff (ou Gryff, ou Gryffe, ou encore Gryph), imprimeur du Wurtemberg, il apprend de lui le métier d'abord en Allemagne, puis à Venise. C'est autour de 1523 qu'il arrive à Lyon et s'y installe pour le compte d'une compagnie de libraires vénitiens. Il se nomme lui-même Sébastien Gryphius, même si l'habitude s'est prise en France de l'appeler Gryphe. Sa première maison appartient au libraire Aimé de la Porte, rue Ferrandière. Quelque temps après, il achète sa propre maison rue Thomassin, qui communique avec cette première.
Il épouse vers 1524 Françoise Miraillet, issue du monde des compagnons imprimeurs, mais il a rapidement un enfant illégitime de sa belle-sœur Marion Miraillet. Cette faute l'empêche toute sa vie d'accéder à des charges municipales.

### Gryphe, imprimeur et éditeur

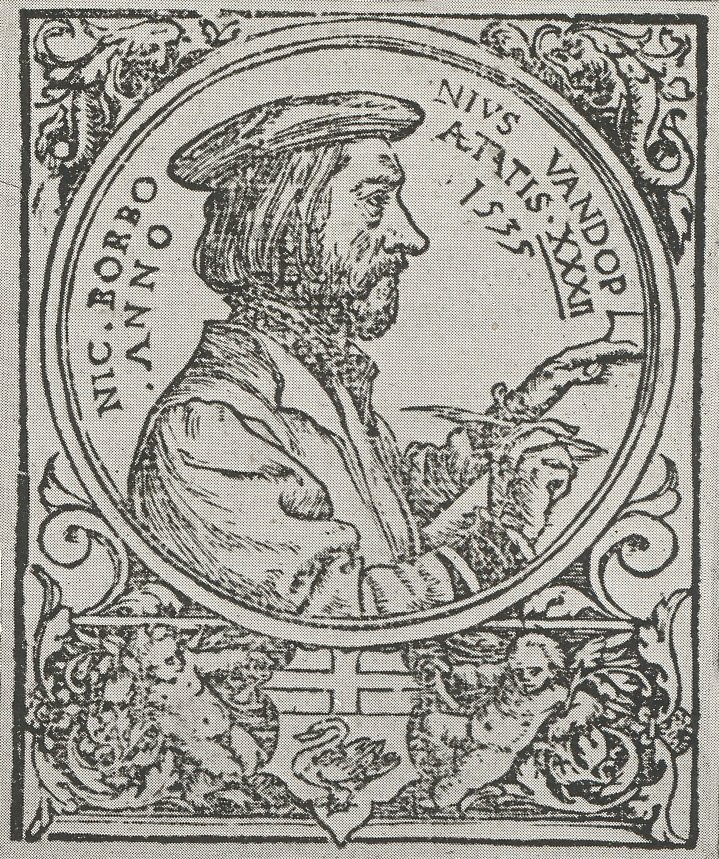
Gravure représentant Nicolas Bourbon utilisée par Gryphe en 1536.

Au début de sa carrière, Gryphe publie surtout des traités administratifs, juridiques et canoniques en caractères gothiques et en grands formats. Il travaille pour la Grande compagnie des libraires de Lyon, qui l'a peut-être fait venir de Venise. Cette compagnie lui a prêté les caractères typographiques nécessaires à son travail et il les utilise jusqu'en 1535.
En 1528, il semble obtenir son indépendance et évolue, même si la date exacte de son envol est difficile à fixer. Il utilise alors les caractères typographiques en italique, et produit de petits formats, prenant en modèle l'éditeur Alde Manuce et il est probable qu'il possède des matrices de fontes de caractères. Il se spécialise dans l'édition de classiques latins et grecs, ces derniers toujours en traduction. Il publie également les grands humanistes de son temps, comme Érasme, Guillaume Budé ou Ange Politien. Il montre ainsi son désir de se dissocier de la production de ses anciens employeurs en répondant à la demande d'œuvres humanistes.
C'est à cette époque qu'il collabore avec Sante Pagnini, « dont il donne notamment en 1530 une version trilingue des Psaumes ». Sous ses conseils, il suit également la production du groupe d'imprimeurs de Bâle et édite plusieurs livres en hébreu,.
En 1532, il bénéficie d'une lettre de naturalité le faisant français. Pour l'obtenir, il antidate son arrivée, la faisant survenir seize ou dix-sept ans plus tôt.

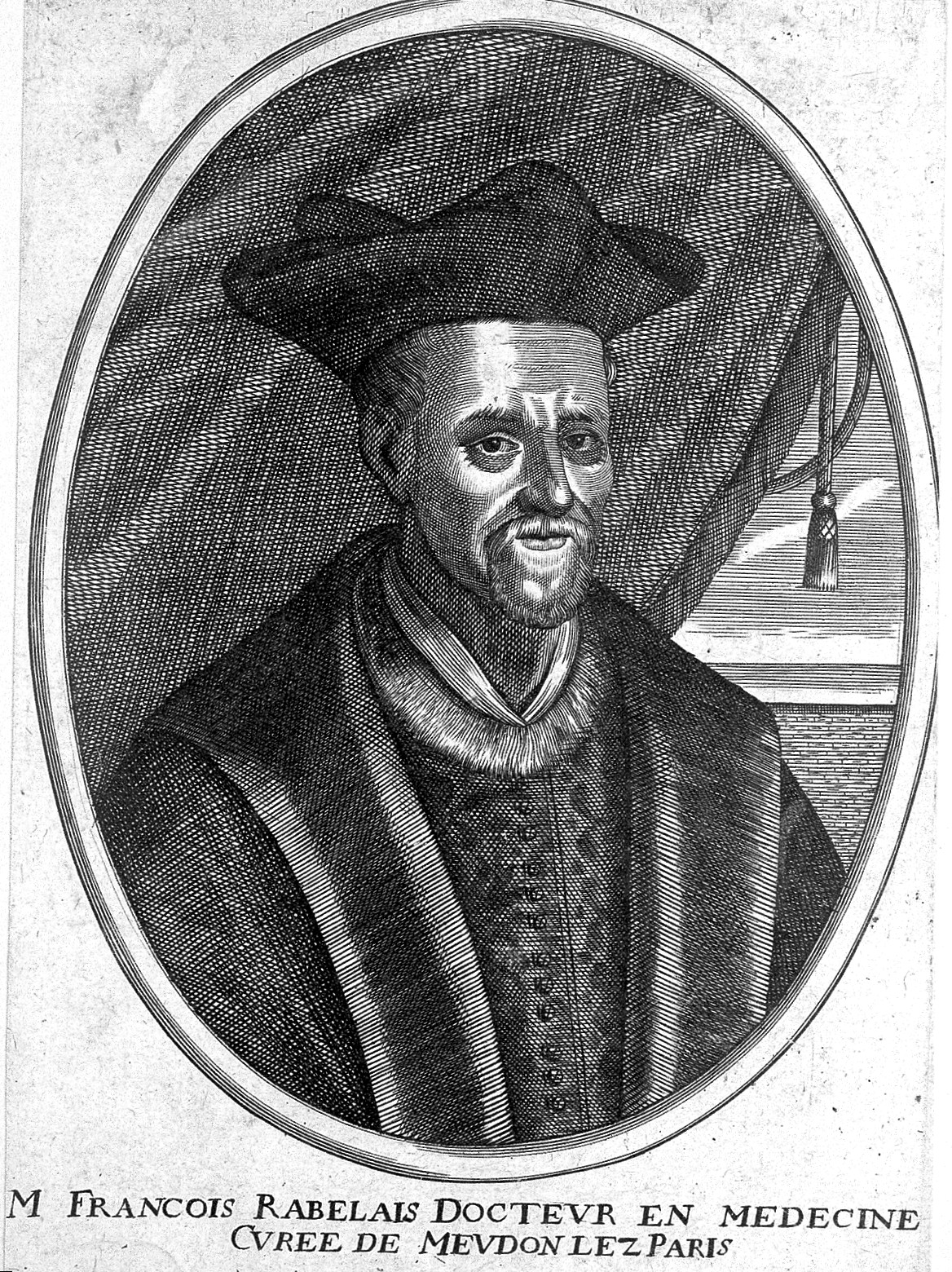
Rabelais, ami, correcteur et auteur de Gryphe.

Sa renommée grandit d'année en année et, en 1536, il s'associe avec l'imprimeur Hugues de la Porte, qui lui apporte une aide financière grâce à laquelle il peut agrandir son atelier. Sa marque d'imprimeur arbore le griffon, rappelant son patronyme. À cette époque, son aisance grandit et lui permet à plusieurs reprises de prêter de l'argent à des amis ou aux autorités pour la guerre ou l’Aumône générale. Il possède alors le plus grand atelier de la ville et est réputé pour la qualité et la rigueur de ses impressions. Il s'entoure de correcteurs qui sont également des savants, tels Barthélémy Aneau, François Rabelais ou Étienne Dolet. Il mène à bien une véritable collection d'éditions latines dans un format encore plus petit, l'in-seize. Il est en lien avec les publications parisiennes, qu'il reprend parfois.
La proximité intellectuelle qu'il partage avec Rabelais le pousse à publier tout ce que ce dernier écrit entre 1532 et 1549 autre que de la fiction. Il publie des traductions, présentations et commentaires de textes d’Hippocrate, de Claude Galien et du médecin italien de Ferrare, Giovanni Manardo. Dans ses ouvrages d'Hippocrate, Rabelais complète le texte avec des annotations de Antonio Musa Brassavola. L'association avec Rabelais renouvelle largement le catalogue de Gryphe, et lui assure de nombreux succès de librairie.
Il en est de même pour Dolet jusqu'à leur dispute. Il publie ainsi son célèbre Commentarii linguae latinae.
Son chef-d'œuvre typographique est une Bible latine en in-folio, publiée en 1550.
Sébastien Gryphe, sexagénaire, meurt le 7 septembre 1556 à Lyon et est inhumé à Saint-Nizier. Au cours de sa carrière, il a publié environ 1375 ouvrages.

## Politique éditoriale de Gryphe
Sébastien Gryphe mène une politique éditoriale en fonction autant de ses convictions humanistes que des contraintes financières de ce commerce. Ainsi, après avoir amassé un pécule au service de la Grande compagnie des libraires de Lyon en publiant des ouvrages de droit, il se tourne une fois indépendant vers les ouvrages humanistes, sans négliger toutefois ce premier marché très rémunérateur.
Ainsi, il reste éditeur d'ouvrages juridiques modernes, dont les auteurs sont vivants ; et ceci malgré le fait que son ancien employeur, La Compagnie des libraires s'en soit fait une spécialité. Mais en fait, ce marché semble avoir été partagé entre les ateliers, car lorsqu'un parti publie un auteur, il le fait systématiquement dans un format, et donc pour un public différent. Lorsque Gryphe publie les ouvrages d'André Alciat, il les fait en in-folio, et la Compagnie des libraires en in-octavo. À l'inverse, lorsque la Compagnie publie le Corpus iuris civilis et canonici, Philippe Decius, Jason de Mayno, Barthélemy et Mariano Socini, Paul de Castro ou Joannes de Imola (en), ils le font en grand format, et Gryphe en petit. Il n'y a donc pas de guerre commerciale frontale sur ce marché entre les deux grands éditeurs lyonnais.
Alciat, qui publie à plusieurs endroits au début de sa carrière, finit par faire confiance à Gryphe et lui rester fidèle. Mais si ce choix est dû à la qualité des éditions de Gryphe, il est également dicté par l'importance des foires de Lyon, qui assurent une diffusion très importante à tout ouvrage imprimé dans la cité rhodanienne. À l'inverse, Gryphe est également fidèle à cet auteur, il refuse en effet de publier un ouvrage polémique de Francesco Florido qui s'attaque à Alciat et d'autres amis,.

## Gryphe et le milieu humaniste lyonnais
Son atelier est un point de rencontres apprécié des humanistes lyonnais et de passage. Nombreux ainsi sont ceux qui célèbrent son hospitalité, sa grande culture et son travail dans des épigrammes. Il s'affirme lui-même, dans des préfaces, être un humaniste soucieux de chercher et éditer des trésors antiques perdus.

## Famille
Sébastien Gryphe n'est pas le seul imprimeur de sa fratrie. François s’installe rue des Carmes à Paris en 1532. Jean, dont les liens familiaux avec Sébastien restent à préciser, reste toute sa vie imprimeur à Venise.

### Les héritiers de Sébastien Gryphe
À la mort de Sébastien Gryphe, en 1556, sa veuve Françoise Miraillet reprend l'affaire tandis que son fils Antoine dirige l'atelier d'imprimerie. Tous deux publient sous la raison « apud haeredes Seb ; Gryphii ». En raison d'un conflit de succession, ils doivent attendre 1561 avec une lettre de légitimation d'Antoine pour purger le statut juridique de l'entreprise.
Au décès de sa mère en 1565, Antoine Gryphe publie sous son propre nom. Il reprend des textes édités par son père, notamment les classiques latins et grecs, mais se distingue en faisant paraître, en français, des études d’histoire régionale. Il n'est plus toutefois que libraire, faisant imprimer ses ouvrages dans d'autres ateliers. Son entreprise décline progressivement et est poursuivi pour dette. En 1582, il rachète le matériel de Jean II de Tournes, lequel doit s'exiler à Genève. À son décès, ses propres enfants refusent sa succession.

## Littérature
Sébastien Gryphe est un des personnages importants du roman historique L'Homme au gant, d'Heliane Bernard et Christian Alexandre Faure, volume 2 de la saga historique Les Dents noires mettant en scène l'aventure de l'imprimerie et du livre entre Lyon et Venise à l'aube du XVIe siècle.

## Postérité
Reconnu par la communauté scientifique comme un grand éditeur de la Renaissance, il a même été désigné comme le « prince des libraires » par Lucien Febvre et Henri-Jean Martin.

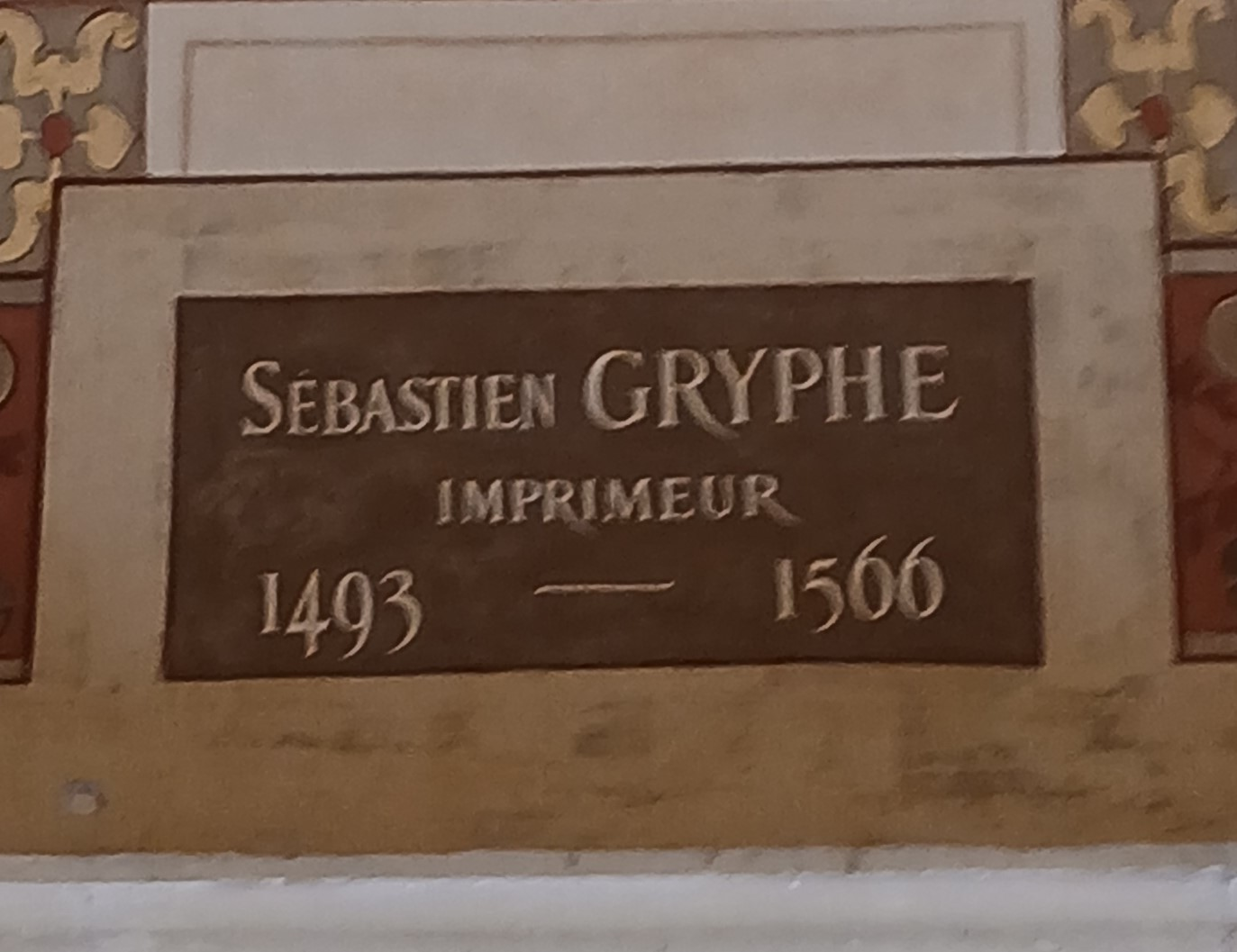
Palais des arts, Lyon

- Une rue porte son nom à la Guillotière, dans le septième arrondissement de Lyon.
- La revue semestrielle de la bibliothèque municipale de Lyon s'appelle Gryphe.
- La Gryffe est le nom d'une librairie libertaire située au 5 rue Sébastien Gryphe, à Lyon, depuis 1978.
- Au Brésil, il existe une maison d'édition appelée Sebastião Grifo, fondée en 1999 en l'honneur de l'éditeur lyonnais.
- La « compagnie des griffarins », société de compagnons d'ouvriers typographes, organisatrice de la première grande grève ouvrière de France, tire son nom de l'imprimeur Gryphe.
- Le roman Quatre-vingt-treize de Victor Hugo mentionne la lignée d'imprimeur lyonnais Gryphe